# Superliga kosowska w piłce nożnej mężczyzn (2021/2022)
Superliga e Kosovës 2021/2022 (oficjalnie znana jako BKT Superliga ze względów sponsorskich) była 23. edycją rozgrywek ligowych najwyższego poziomu piłki nożnej mężczyzn w Kosowie.
Brało w niej udział 10 drużyn, które w okresie od 21 sierpnia 2021 do 22 maja 2022 rozegrały 36 kolejek meczów.
Sezon zakończył baraż o miejsce w przyszłym sezonie w Superliga.
Obrońcą tytułu była drużyna Prishtina.
Mistrzostwo po raz pierwszy w historii zdobyła drużyna Ballkani.

## Drużyny
| Uczestnicy poprzedniej edycji                                                                                 | Uczestnicy poprzedniej edycji | Uczestnicy poprzedniej edycji | Uczestnicy poprzedniej edycji |
| --- | ----------------------------- | ----------------------------- | ----------------------------- |
| PRI | Prishtina                     | 1                             |                               |
| DRI | Drita Gnjilane                | 2                             |                               |
| BAL | Ballkani                      | 3                             |                               |
| GJI | Gjilani                       | 4                             |                               |
| LLA | Llapi Podujevo                | 5                             |                               |
| DRE | Drenica Srbica                | 6                             |                               |
| FRN | Feronikeli Glogovac           | 7                             |                               |
| Awans z Liga e Parë                                                                                           |                               |                               |                               |
| MAL | Malisheva                     | 1 (A)                         |                               |
| ULP | Ulpiana                       | 1 (B)                         |                               |
| po barażach                                                                                                   |                               |                               |                               |
| DUK | Dukagjini                     | 2 (A)                         |                               |
| Oznaczenia: - kolumna pierwsza – skróty nazw drużyn, - kolumna trzecia – miejsce zajęte w poprzednim sezonie. |                               |                               |                               |

## Tabela
| Lp. | Drużyna          | M  | Z  | R  | P  | B+ | B- | +/– | Pkt | Kwalifikacja lub spadek                               |
| --- | ---------------- | -- | -- | -- | -- | -- | -- | --- | --- | ----------------------------------------------------- |
| 1   | Ballkani (M)     | 36 | 23 | 7  | 6  | 61 | 26 | +35 | 76  | Liga Mistrzów UEFA • I runda kwalifikacyjna           |
| 2   | Drita            | 36 | 18 | 10 | 8  | 56 | 25 | +31 | 64  | Liga Konferencji Europy UEFA • I runda kwalifikacyjna |
| 3   | Gjilani          | 36 | 16 | 14 | 6  | 57 | 36 | +21 | 62  | Liga Konferencji Europy UEFA • I runda kwalifikacyjna |
| 4   | Llapi (P)        | 36 | 15 | 9  | 12 | 57 | 44 | +13 | 54  | Liga Konferencji Europy UEFA • I runda kwalifikacyjna |
| 5   | Prishtina        | 36 | 14 | 9  | 13 | 49 | 37 | +12 | 51  |                                                       |
| 6   | Drenica          | 36 | 14 | 8  | 14 | 51 | 48 | +3  | 50  |                                                       |
| 7   | Dukagjini        | 36 | 12 | 14 | 10 | 37 | 34 | +3  | 50  |                                                       |
| 8   | Malisheva (B, O) | 36 | 13 | 9  | 14 | 45 | 43 | +2  | 48  | Baraż o utrzymanie                                    |
| 9   | Ulpiana (S)      | 36 | 6  | 9  | 21 | 34 | 72 | −38 | 27  | Spadek do Liga e Parë                                 |
| 10  | Feronikeli (S)   | 36 | 3  | 3  | 30 | 16 | 98 | −82 | 12  | Spadek do Liga e Parë                                 |

## Wyniki
| Gospodarz \ Gość | BAL | DRE | DRI | DUK | FER | GJI | LLA | MAL | PRI | ULP | BAL | DRE | DRI | DUK | FER | GJI | LLA | MAL | PRI | ULP |
| ---------------- | --- | --- | --- | --- | --- | --- | --- | --- | --- | --- | --- | --- | --- | --- | --- | --- | --- | --- | --- | --- |
| Ballkani         |     | 3–2 | 2–0 | 2–2 | 0–0 | 0–1 | 2–0 | 2–0 | 2–0 | 3–2 |     | 2–0 | 3–2 | 4–1 | 6–0 | 2–0 | 1–0 | 2–3 | 2–0 | 3–0 |
| Drenica          | 0–1 |     | 0–2 | 2–0 | 4–0 | 1–1 | 3–5 | 1–0 | 2–1 | 0–1 | 3–1 |     | 2–1 | 0–1 | 6–0 | 1–1 | 1–0 | 2–3 | 0–0 | 3–1 |
| Drita            | 0–0 | 1–0 |     | 4–0 | 2–1 | 0–2 | 0–0 | 1–0 | 0–0 | 3–1 | 0–1 | 1–1 |     | 0–0 | 7–0 | 1–1 | 1–1 | 3–1 | 2–0 | 5–0 |
| Dukagjini        | 0–0 | 1–2 | 2–1 |     | 1–0 | 1–1 | 0–0 | 2–0 | 1–2 | 1–1 | 0–1 | 1–2 | 0–0 |     | 4–0 | 2–0 | 3–2 | 0–0 | 2–1 | 2–1 |
| Feronikeli       | 0–1 | 0–2 | 0–2 | 1–0 |     | 0–1 | 0–2 | 0–1 | 0–4 | 1–0 | 0–2 | 2–3 | 0–5 | 0–3 |     | 1–3 | 0–2 | 0–2 | 0–3 | 2–2 |
| Gjilani          | 1–1 | 2–1 | 1–0 | 0–0 | 1–0 |     | 2–1 | 3–1 | 1–1 | 2–3 | 0–3 | 5–0 | 0–0 | 2–1 | 5–1 |     | 1–1 | 3–4 | 1–2 | 2–0 |
| Llapi            | 4–1 | 1–1 | 1–3 | 1–0 | 0–2 | 0–0 |     | 0–3 | 3–2 | 1–1 | 1–1 | 3–3 | 1–0 | 1–2 | 4–2 | 2–4 |     | 3–0 | 1–2 | 2–0 |
| Malisheva        | 0–0 | 2–0 | 0–1 | 2–2 | 1–0 | 1–1 | 0–1 |     | 1–1 | 1–2 | 2–0 | 0–0 | 1–2 | 0–0 | 6–1 | 0–0 | 0–2 |     | 2–1 | 1–0 |
| Prishtina        | 0–1 | 1–0 | 0–1 | 0–0 | 2–0 | 1–1 | 1–2 | 2–1 |     | 1–1 | 0–2 | 1–1 | 0–1 | 0–1 | 5–0 | 2–2 | 2–1 | 3–2 |     | 2–0 |
| Ulpiana          | 2–1 | 0–1 | 1–1 | 0–0 | 0–0 | 1–2 | 0–6 | 1–3 | 0–3 |     | 0–3 | 3–1 | 2–3 | 1–1 | 6–2 | 0–4 | 0–2 | 1–1 | 0–3 |     |

1. ↑  Ballkani przyznano walkower 3-0 za mecz 27 rundy z Gjilani. Mecz został przerwany w 94 minucie przy stanie 1:1 po tym jak dwóch kibiców SC Gjilani zaatakowało bramkarza KF Ballkani - Stivi Frashëri[6].
2. ↑  Ballkani przyznano walkower 3-0 za mecz 30 rundy z powodu wystawienia nieuprawnionego zawodnika przez Ulpiana. Wynik na boisku 1-1[7].

## Baraż o utrzymanie
Malisheva wygrała 3-1 baraż z Malisheva drużyną Liga e Parë o miejsce w Superliga e Kosovës na sezon 2022/2023.
| 28 maja 2021 | Vushtrria          | 1:3   | Malisheva                                             |                                                |
| 16:00        | Medin Gashi 90+17' | (0:2) | 17' Yoan Marc-Olivier · 26', 90+4' (k) Mërgim Pefqeli | Stadion Miejski, Podujevo Sędzia: Gramos Shala |

## Najlepsi strzelcy
| Bramki | Zawodnik         | Drużyna   |
| ------ | ---------------- | --------- |
| 23     | Gerhard Progni   | Gjilani   |
| 20     | Kreshnik Uka     | Drenica   |
| 16     | Ermal Krasniqi   | Ballkani  |
| 15     | Marko Simonowski | Drita     |
| 11     | Besnik Krasniqi  | Prishtina |
| 10     | Valmir Veliu     | Llapi     |
| 9      | Blerim Krasniqi  | Gjilani   |
| 9      | Altin Merlaku    | Dukagjini |
| 9      | Ardit Tahiri     | Drita     |

Źródło: 